# Aloe socialis
Aloe socialis é uma espécie de liliopsida do gênero Aloe, pertencente à família Asphodelaceae.